# Enoploides cirrhatus
Enoploides cirrhatus är en rundmaskart som beskrevs av Ivan Filipjev 1918. Enoploides cirrhatus ingår i släktet Enoploides och familjen Enoplidae. Inga underarter finns listade i Catalogue of Life.